# Coup de théâtre (film, 1938)
Pour les articles homonymes, voir Coup de théâtre (homonymie) et Coups de théâtre.

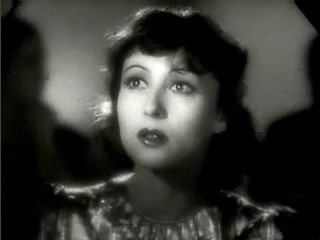
Luise Rainer

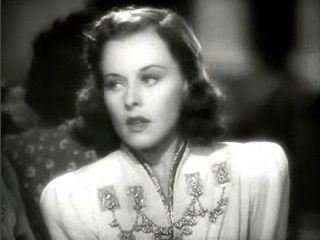
Paulette Goddard

Coup de théâtre (Dramatic School) est un film américain réalisé par Robert B. Sinclair, sorti en 1938.

## Synopsis
Louise Mauban est une jeune fille qui travaille la nuit dans une usine de chaudière et qui le jour suit des cours de théâtre.
C'est aussi une menteuse invétérée qui vit dans un monde imaginaire.
Un soir, une célèbre actrice visite l'usine où elle travaille, accompagnée du Marquis d'Abbencourt.
Elle en tombe amoureuse comme une jeune adolescente alors que lui ne la connaît pas du tout.
Elle prétend à ses amies du club de théâtre que c'est son amant.
Nana qui vit dans les hautes sphères de la société et qui partage le même cours décide de la piéger lors d'un dîner d'anniversaire où ledit Marquis sera présent.
Ayant eu vent du piège qui se tramait contre une jeune fille amoureuse, le marquis feint connaître Louise.
Bientôt cet amour deviendra réel. Elle explique que pour elle le monde est une scène; elle ne pense pas mentir mais qu'elle brode autour de sa misère des contes qui la maintiennent debout.
Mais le marquis a les yeux vagabonds et Louise ne pense qu'au théâtre.
La rupture est inévitable. Toutefois, grâce à sa pugnacité et son talent, Louise décroche le premier rôle dans la pièce "Jeanne d'Arc" où elle est ovationnée par le public.
Le film se clôt sur cette image où accompagnée d'une amie, elle sort du théâtre; elles s'assoient sur un banc et découvre son nom à l'entrée de la salle de spectacle: "mon rêve est devenu réalité".

## Fiche technique
- Titre : Coup de théâtre
- Titre original : Dramatic School
- Réalisation : Robert B. Sinclair
- Scénario : Ernest Vajda et Mary C. McCall Jr. d'après la pièce School of Drama de Hans Székely et Zoltan Egyed
- Production : Mervyn LeRoy
- Société de production : MGM
- Image : William H. Daniels et Joseph Ruttenberg
- Montage : Fredrick Y. Smith
- Musique : Franz Waxman et Earl K. Brent
- Direction artistique : Cedric Gibbons et Gabriel Scognamillo
- Costumes : Adrian
- Pays : États-Unis
- Durée : 80 min
- Genre : Drame
- Format : Noir et blanc - Son : Mono (Western Electric Sound System)
- Date de sortie : 9 décembre 1938 (USA)

## Distribution
- Luise Rainer : Louise Mauban
- Paulette Goddard : Nana
- Alan Marshal : Marquis André D'Abbencourt
- Lana Turner : Mado
- Genevieve Tobin : Gina Bertier
- John Hubbard : Fleury
- Henry Stephenson : Pasquel Sr.
- Gale Sondergaard : Madame Thérése Charlot
- Melville Cooper : Boulin
- Erik Rhodes : Georges Mounier
- Virginia Grey : Simone
- Ann Rutherford : Yvonne
- Hans Conried : Ramy
- Rand Brooks : Pasquel Jr.
- Jean Chatburn : Mimi
- Marie Blake : Annette
- Margaret Dumont : la professeur de pantomime
- Frank Puglia : Alphonse

Et, parmi les acteurs non crédités :
- Leon Belasco : l'annonceur du night club
- Pedro de Cordoba : LeMaistre, dans Jeanne d'Arc
- Ona Munson : une étudiante
- Robert Parrish : un étudiant